# Geokchay (vattendrag i Azerbajdzjan)
Geokchay är ett vattendrag i Azerbajdzjan. Det ligger i den centrala delen av landet, 170 km väster om huvudstaden Baku.
Trakten runt Geokchay består till största delen av jordbruksmark. Runt Geokchay är det ganska tätbefolkat, med 56 invånare per kvadratkilometer.